# Janovce (Bardejov)
Janovce (deutsch Johannsdorf, ungarisch Bércalja) ist eine Gemeinde im Osten der Slowakei mit 479 Einwohnern (Stand 31. Dezember 2024). Sie gehört zum Okres Bardejov, einem Kreis des Prešovský kraj, und wird zur traditionellen Landschaft Šariš gezählt.

## Geographie

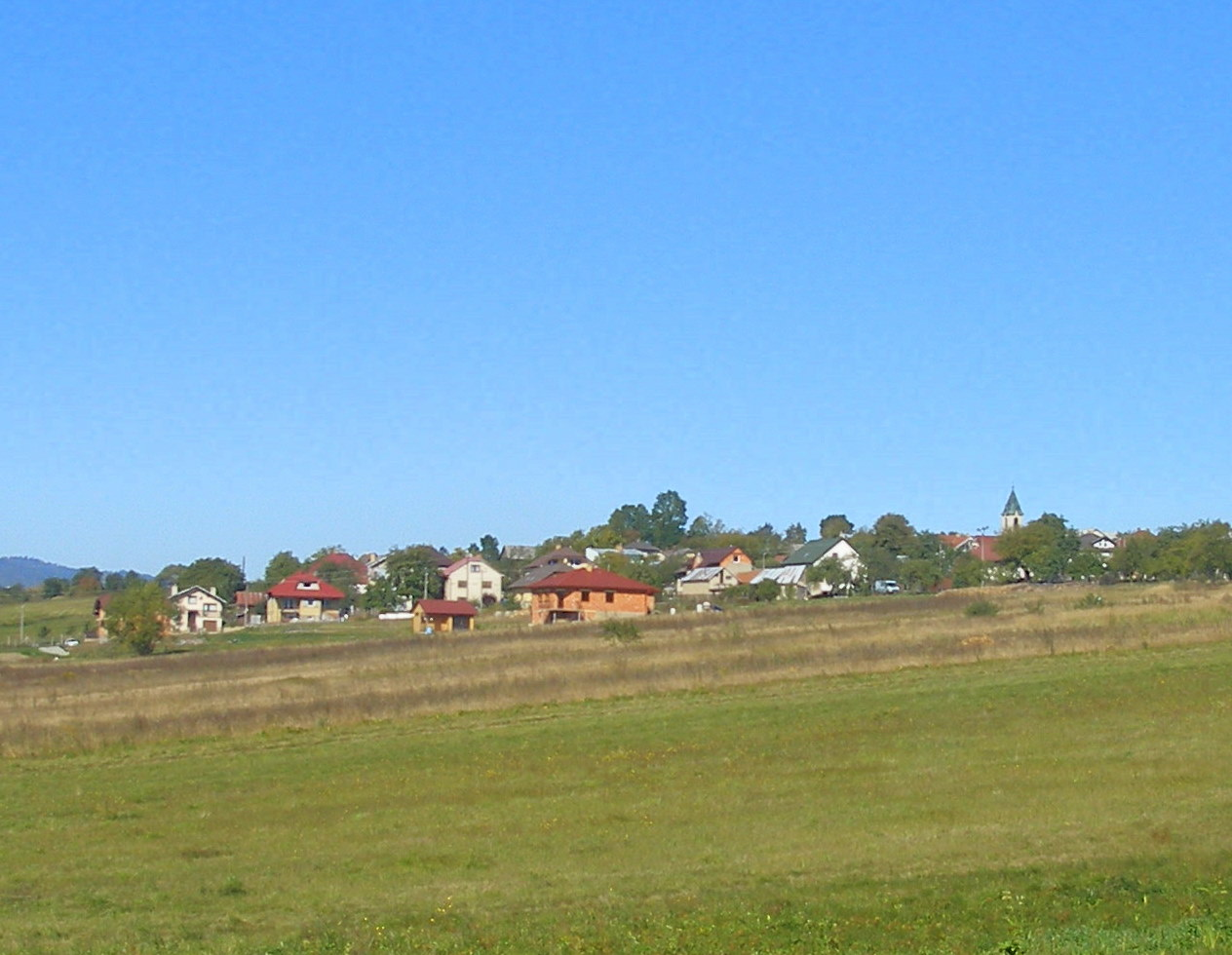
Janovce

Die Gemeinde befindet sich in den Niederen Beskiden, noch genauer im südwestlichen Teil des Berglands Ondavská vrchovina, rechtsseitig des Baches Hrabovec im Einzugsgebiet des Sekčov und weiter der Torysa. Das Ortszentrum liegt auf einer Höhe von 387 m n.m. und ist 15 Kilometer von Bardejov entfernt (Straßenentfernung).
Nachbargemeinden sind Kobyly im Norden, Tročany im Osten, über einen Berührungspunkt Abrahámovce im Südosten, Raslavice (Ortsteil Nižné Raslavice) im Süden, Vaniškovce im Südwesten und Bartošovce im Westen.

## Geschichte
Janovce wurde zum ersten Mal 1261 als Belcella schriftlich erwähnt, weitere historische Bezeichnungen sind unter anderen villa Omnium Sanctorum (1277) und Janowcze (1773). Das Dorf war Besitz des landadligen Gutsherren Jan. 1427 wurden 20 Porta verzeichnet. Die Bewohner waren als Landwirte und Hersteller von Holzwerkzeugen tätig. 
1787 hatte die Ortschaft 34 Häuser und 248 Einwohner, 1828 zählte man 43 Häuser und 323 Einwohner. Im 19. Jahrhundert besaß das Geschlecht Dessewffy Ortsgüter.
Bis 1918 gehörte der im Komitat Sáros liegende Ort zum Königreich Ungarn und kam danach zur Tschechoslowakei beziehungsweise heute Slowakei. In der Zeit der ersten tschechoslowakischen Republik wanderten viele Einwohner aus. Nach dem Zweiten Weltkrieg pendelte ein Teil der Einwohner zur Arbeit in Industriebetriebe in Bardejov, die örtliche Einheitliche landwirtschaftliche Genossenschaft (Abk. JRD) wurde im Jahr 1959 gegründet.

## Bevölkerung
| Jahr                | 1994 | 2004    | 2014    | 2024     |
| ------------------- | ---- | ------- | ------- | -------- |
| Anzahl der Personen | 403  | 419     | 433     | 479      |
| Unterschied         |      | +3,97 % | +3,34 % | +10,62 % |

| Jahr                | 2023 | 2024    |
| ------------------- | ---- | ------- |
| Anzahl der Personen | 470  | 479     |
| Unterschied         |      | +1,91 % |

Nach der Volkszählung 2011 wohnten in Janovce 432 Einwohner, davon 428 Slowaken, zwei Russinen und ein Tscheche. Ein Einwohner machte keine Angabe zur Ethnie.
396 Einwohner bekannten sich zur römisch-katholischen Kirche, 20 Einwohner zur Evangelischen Kirche A. B., 10 Einwohner zur griechisch-katholischen Kirche und ein Einwohner zur orthodoxen Kirche. Ein Einwohner war konfessionslos und bei vier Einwohnern wurde die Konfession nicht ermittelt.

## Bauwerke
- römisch-katholische Kirche im barock-klassizistischen Stil aus dem Jahr 1764, 1911 saniert
- Holzglockenturm, gegen 1700 erbaut, seit 1969 im Museum der Volksarchitektur (Freilichtmuseum) in Bardejovské Kúpele zu sehen

## Verkehr
Durch Janovce führt die Cesta II. triedy 545 („Straße 2. Ordnung“) zwischen Kapušany und Bardejov, der nächste Bahnanschluss ist die Haltestelle Bartošovce an der Bahnstrecke Kapušany pri Prešove–Bardejov.